# Александер Потоцький
Александер Потоцький (пол. Aleksander Potocki; 30 березня 1756 — 10 травня 1812) — польський шляхтич гербу Золота Пилява, військовий і державний діяч Речі Посполитої. Граф Австрії.

## Життєпис
Народився  Син Ігнація Потоцького та його дружини Юзефи Петронелі Сулковської. 
1784 року був послом на сейм від Подільського воєводства, 14 жовтня 1784 став суддею сейму каденції від 1 жовтня 1785 до 3 січня 1786. Хотів при підтримці Станіслава Щенсного Потоцького стати послом від Краківського воєводства (без успіху).
24 лютого 1806 року афілійований до ложі «Святиня мудрості». З весни 1810 — голова ложі «Göttin von Eleusis», з березня — другий великий дозорець Великого сходу.
Під час пруської окупації — освітній діяч. Входив до складу депутації, що вітала Наполеона. 15 січня 1807 став директором поліції Урядової комісії за підтримки Станіслава Костки Потоцького.
Помер 10 травня 1812 року в Конєцполі.

### Сім'я
Дружина — Тереза Людвіка з Чапських (донька Міхала), привнесла маєтки Конєцполь, Хшонстув з прилеглостями. Діти:
- Міхал (1790—1855) — сенатор Королівства Польського
- Йоанна
- Юзефа — друж Войцеха Міхала Островського, каштеляна Королівства Польського.